# 군마정
군마정(영어: 群馬町)은 일본 군마현 군마군에 존재했던 정이다. 2005년 인구조사에서 다카사키시로의 통근율은 24.7%였고, 마에바시시로의 통근율은 22.1%였다.
2006년 1월 23일에 다노군 신정, 군마군 미사토정, 구라부치촌과 함께 다카사키시에 편입되었다.

## 정세
- 면적:21.94km2
- 인구: 36,569명
  - 남성:18,099명
  - 여성:18,470명
  - 가구수: 12,980가구
- 인구밀도: 1,666.77명/km2

(2005년 12월 31일 현재)

## 역사
- 1889년 4월 1일 니시군마군 쓰쓰미가오카촌, 고쿠후촌, 가네코정, 가미사토촌이 탄생하였다.
- 1896년 4월 1일 - 니시군마군, 가타오카군과 합병해 군마군 이 되었다.
- 1955년 4월 1일 - 쓰쓰미가오카촌, 고쿠후촌, 가네코정이 합병해 성립하였다.
- 1957년 4월 1일 - 가미사토촌의 일부를 편입하였다.
- 2006년 1월 23일 - 다카사키시에 편입되었다.

## 교통

### 도로
- 간에쓰 자동차도

## 참고 문헌
- 角川日本地名大辞典編纂委員会, 『角川日本地名大辞典 10 群馬県』1988, 角川書店